# Kia Rio
Kia Rio — це седани і хетчбеки В-класу, що виробляються південнокорейською компанією Kia з 2000 року.

## Перше покоління (DC) (2000-2005)

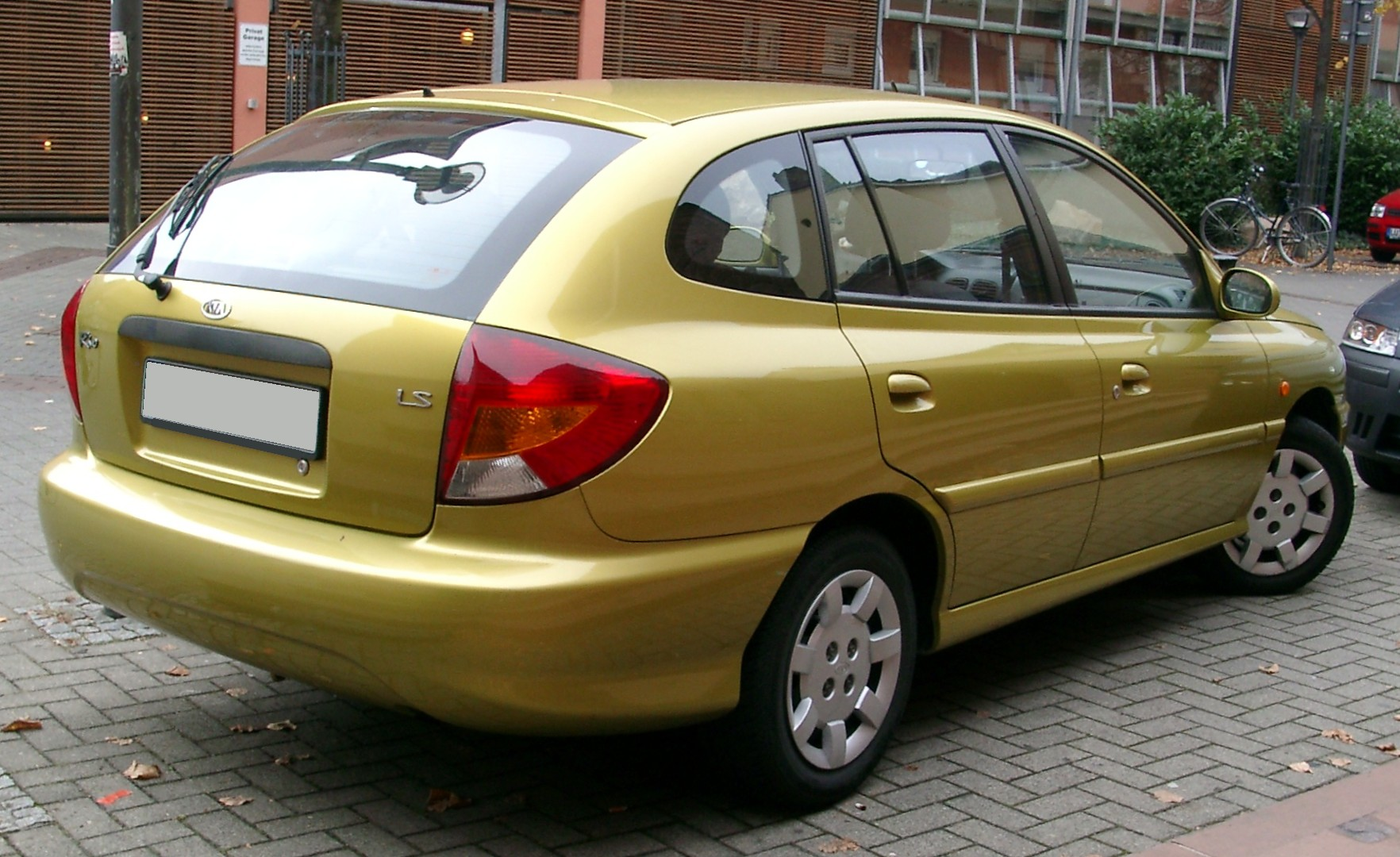
Kia Rio хетчбек (2000–2003)

Дебют Kia Rio відбувся на Женевському автосалоні в 2000 році. Автомобіль прийшов на зміну знятої з виробництва Avella. Відноситься до класу В, має поперечне розташування двигуна і передній привід. Автомобіль представлений в двох варіантах кузова: 4-дверний седан і 5-дверний хетчбек. Kia Rio опинився помітно більший за свого попередника Avella і фактично є аналогами Hyundai Accent. 
Стандартна комплектація більшості Rio має гідропідсилювач рульового управління, кондиціонер, центральний замок з дистанційним управлінням, подушку безпеки, склопідйомники в передніх дверях, електропривод дзеркал, можливість відкриття лючка бензобака й багажника з салону, стереосистему. 
У число додаткового устаткування входить: ABS з електронним розподілом гальмівних зусиль, фронтальні подушки безпеки, люк з електроприводом, CD-чейнджер. 
Гамма силових агрегатів складається з двох бензинових двигунів: об'ємом 1,3 л потужністю 84 к.с. і 1,5 л потужністю 108 к.с. 
На вибір пропонуються дві коробки передач: АКПП з 4 ступенями і МКПП з 5 ступенями. 
Передні гальма дискові, вентильовані, ззаду стоять барабани. 
У 2003 році Kia Rio піддають рестайлінгу. Модель отримує оновлений дизайн: передні фари стали більшими і виразнішими. Змінено структуру кузова. Поліпшили звукоізоляцію капоту, даху і задньої полиці. Багажник, підлога, відстань між приладовою дошкою і моторним відсіком обробили звукопоглинаючим матеріалом.

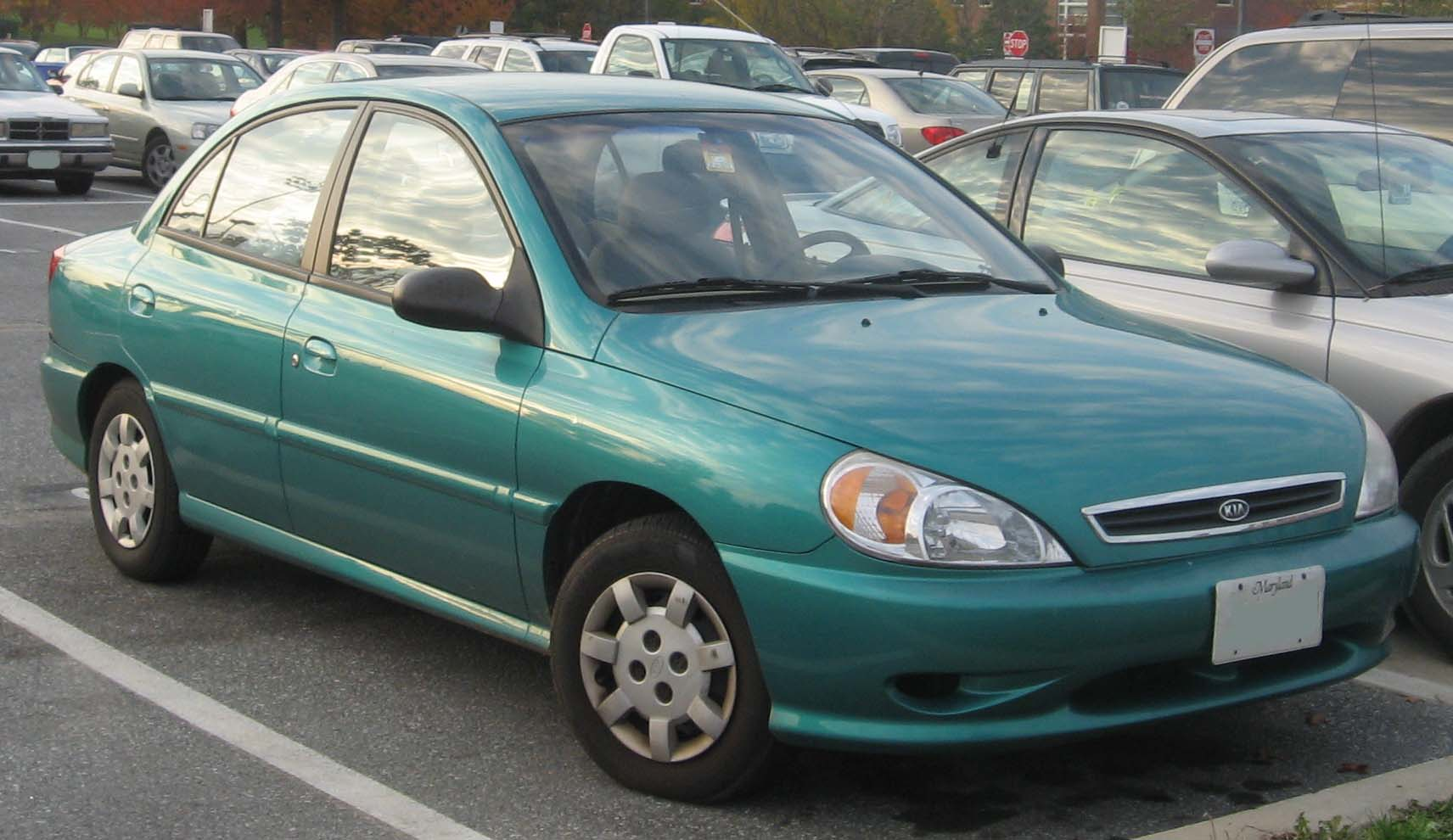
Kia Rio седан (2001–2003)
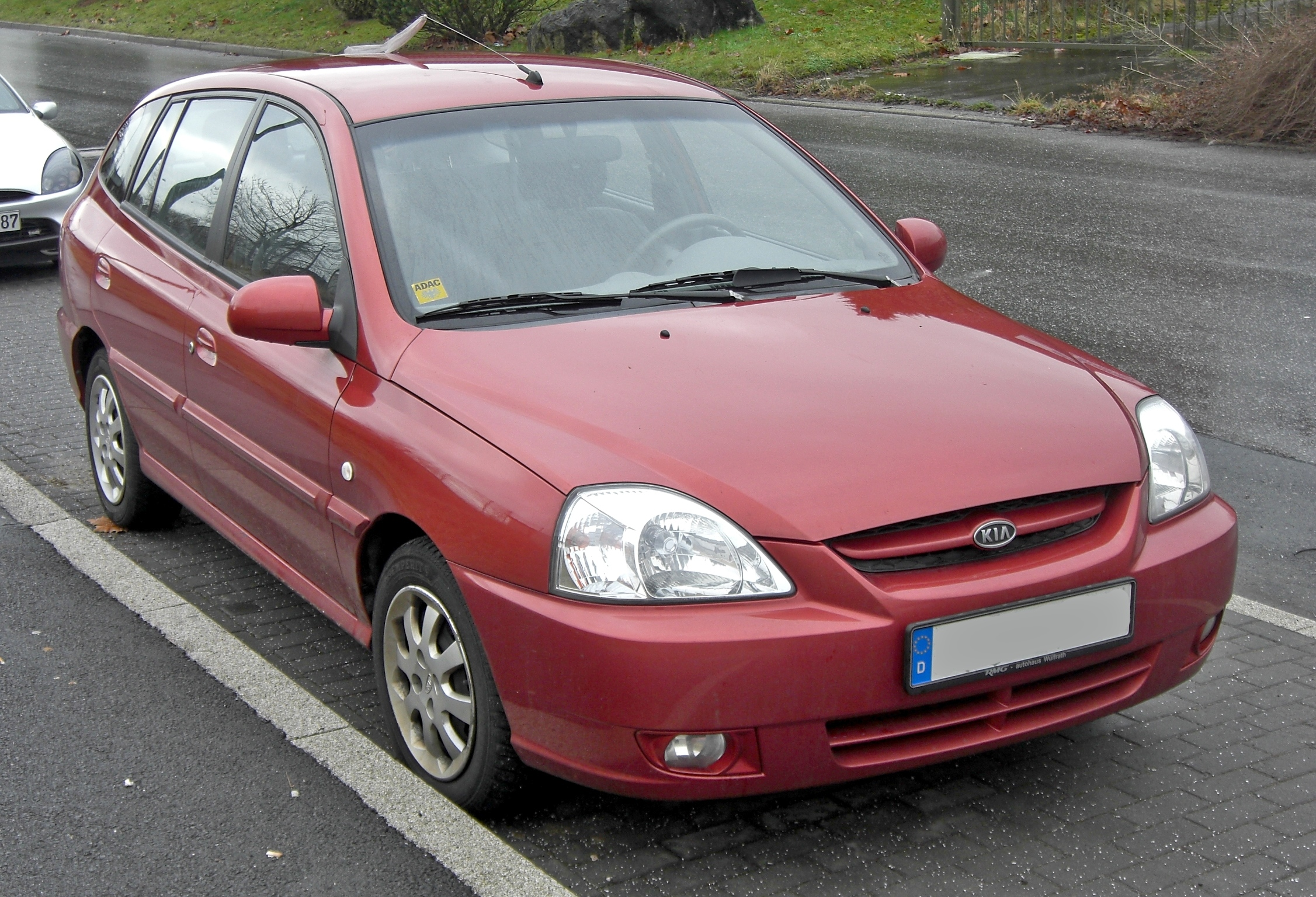
Kia Rio хетчбек (2003–2005)
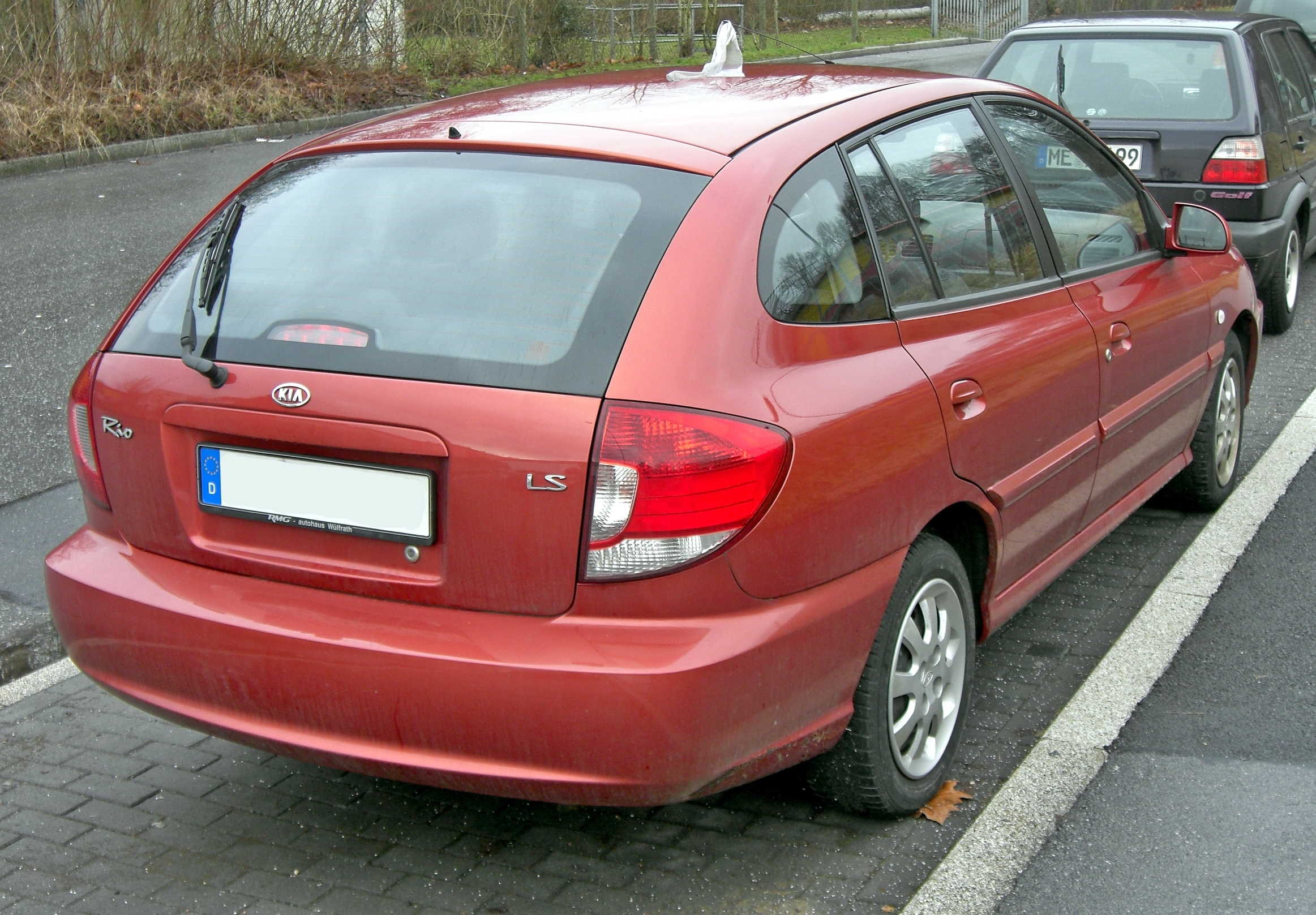
Kia Rio хетчбек (2003–2005)
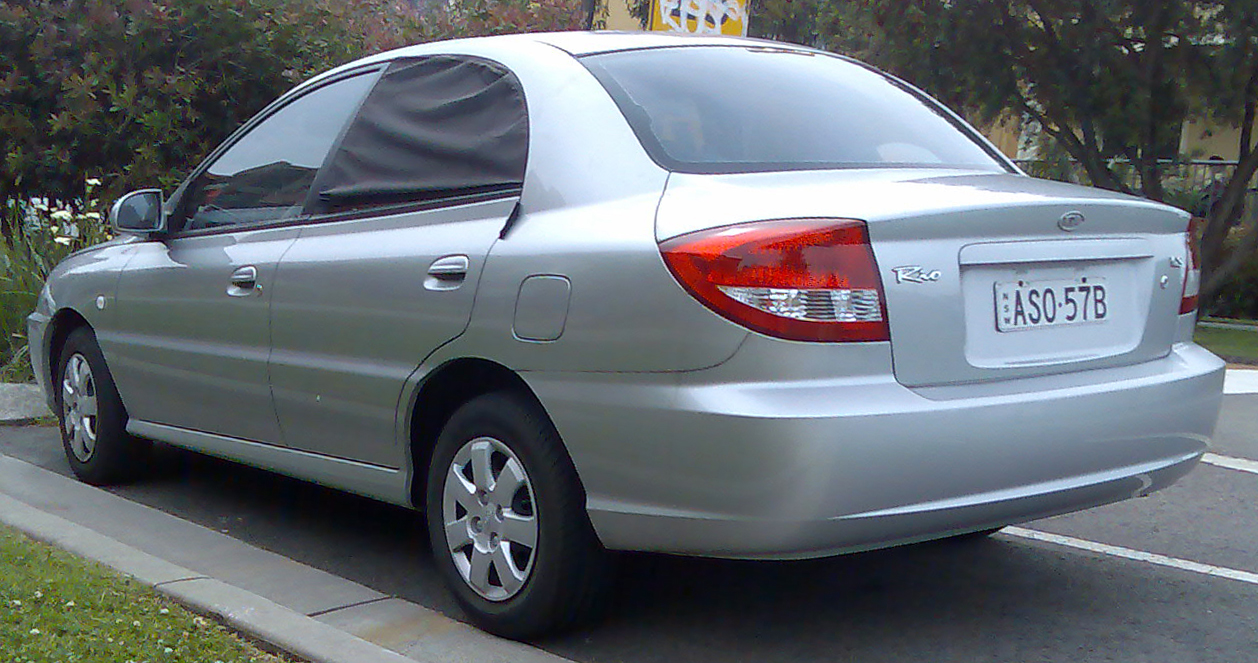
Kia Rio седан (2003–2005)

### Двигуни
| Модель | Циліндри / Клапани | Об'єм    | Потужність                       | Крутний момент        | Розгін 0-100 км/год    | Роки випуску |
| ------ | ------------------ | -------- | -------------------------------- | --------------------- | ---------------------- | ------------ |
| 1.3    | Р4/8               | 1343 см³ | 75 к.с. (55 кВт) при 5400 об/хв  | 113 Нм при 3000 об/хв | 14,3 с                 | 2000-2002    |
| 1.3    | Р4/8               | 1343 см³ | 82 к.с. (60 кВт) при 5500 об/хв  | 116 Нм при 3000 об/хв | 14,3 с                 | 2002-2005    |
| 1.5    | Р4/16              | 1493 см³ | 97 к.с. (71 кВт) при 5500 об/хв  | 133 Нм при 4500 об/хв | 11,6 с 14,2 с (з АКПП) | 2002-2005    |
| 1.5    | Р4/16              | 1493 см³ | 98 к.с. (72 кВт) при 5800 об/хв  | 133 Нм при 4500 об/хв | 11,6 с 14,2 с (з АКПП) | 2000-2002    |
| 1.6    | Р4/16              | 1598 см³ | 106 к.с. (78 кВт) при 5800 об/хв | 141 Нм при 4700 об/хв |                        | 2003-2005    |

## Друге покоління (DE) (2005-2011)

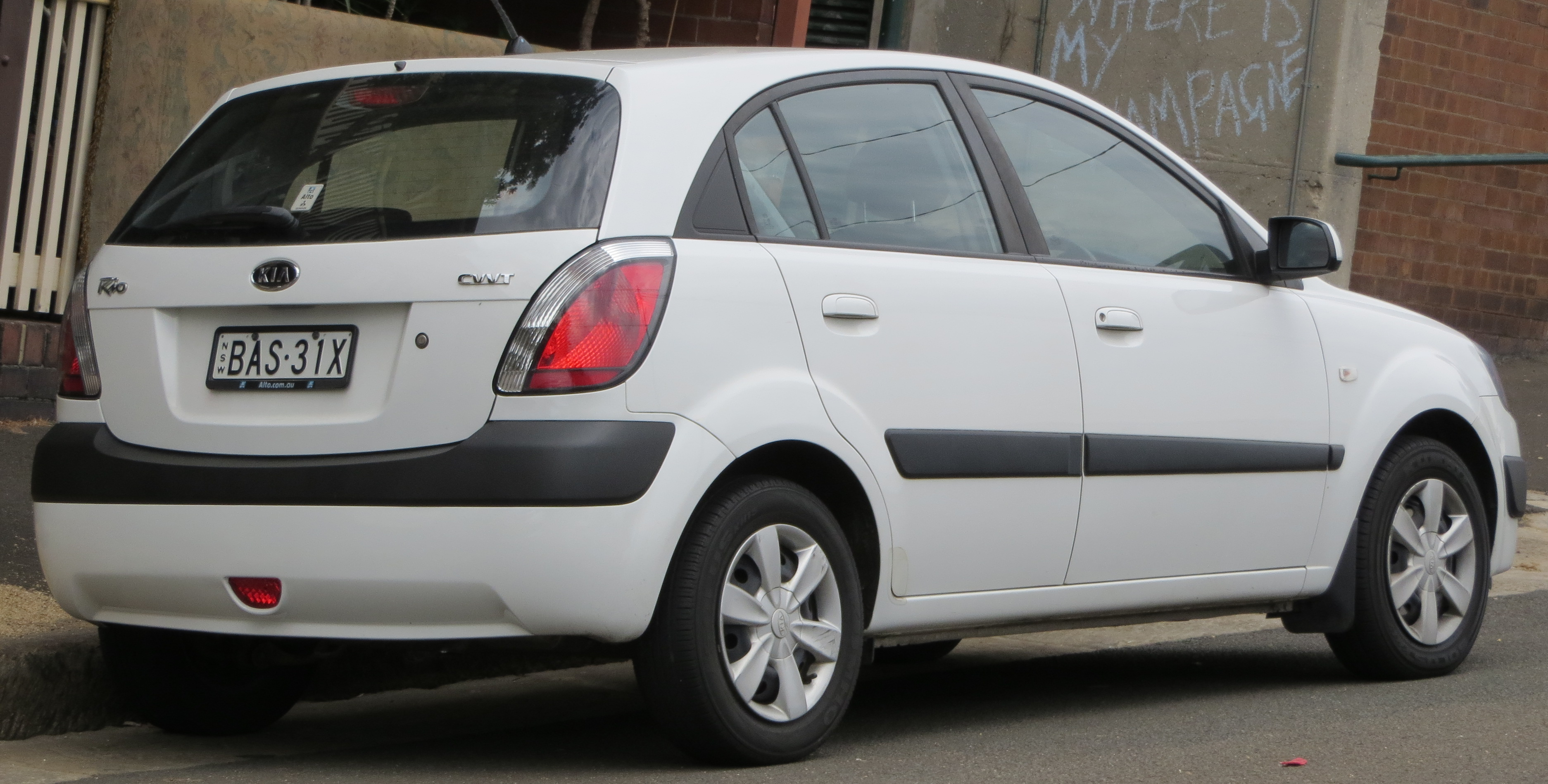
Kia Rio хетчбек
(2005–2010)

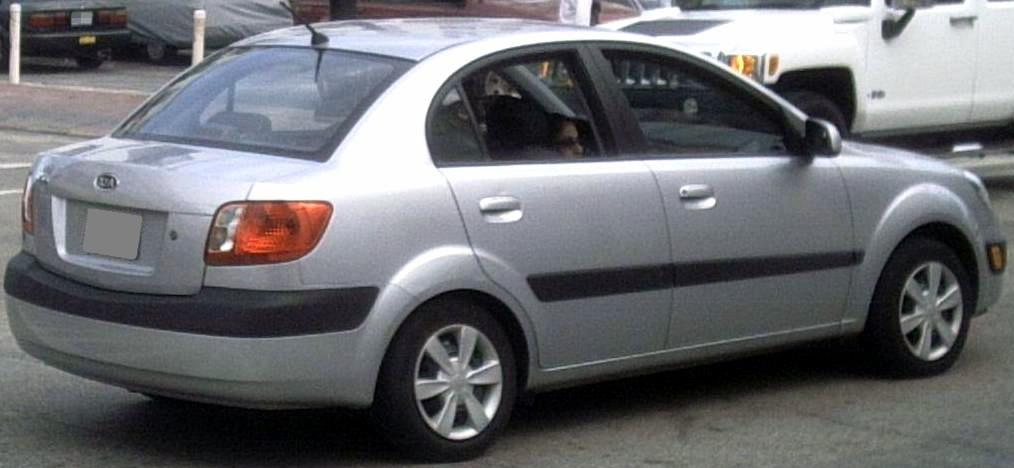
Kia Rio седан
(2005–2010)

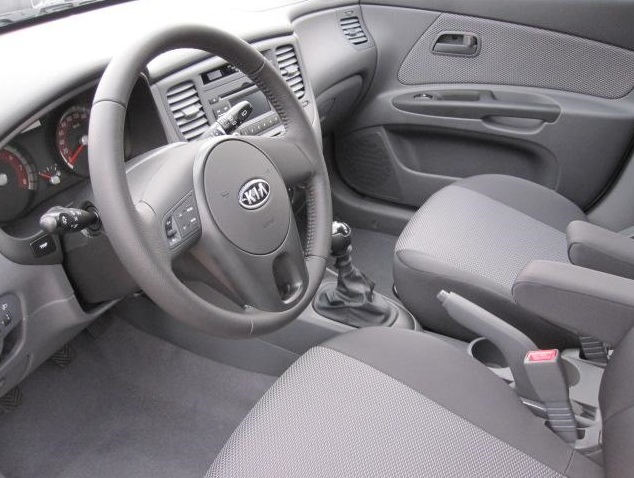

Після закінчення п'яти років успішного виробництва Kia Rio корейці вирішили випустити друге покоління цього автомобіля. 
Kia Rio II відрізняється повністю новим оформленням кузова, а також іншим дизайном салону. Автомобіль отримав правильні, практично класичні пропорції. 
Rio II побудований на абсолютно новій платформі, яку використовує не тільки Kia, але і Hyundai. Колісна база збільшилася з 2410 до 2499 мм. Тепер за габаритами Rio максимально наблизився до моделей С-класу: довжина - 4238 мм (+23 мм), ширина - 1694 мм (+14 мм), висота - 1470 мм (+30 мм). Загальний об'єм салону - 2,611 м³. Об'єм багажника збільшено на 29% і досягає 337 л (+76 л), до того ж його можна збільшити, склавши спинки задніх сидінь. 
Зовнішні зміни торкнулися в першу чергу світлотехніки. Нові фари в сучасному модному стилі помітно освіжили передню частину Rio. Іншими стали передній бампер, капот і ґрати радіатора. 
Усередині стало набагато просторіше. Це, в першу чергу, відбилося на задніх пасажирах. Сидіння водія, як і раніше забезпечено безліччю настройок, включаючи роздільні регулювання висоти подушки. Салон розширився, що дозволило виробникові замість вузенькою полички на дверях автомобіля першого покоління зробити повноцінний підлокітник і розмістити на ньому кнопки управління дзеркалами і електричними підйомниками. 
Новий Rio як і раніше оснащується незалежною передньою і напівзалежною задньою підвісками. Спереду - стійки McPherson, а ззаду - торсіони. Плюс ще передні і задні стабілізатори. 
Rio II пропонується в двох варіантах виконання - Base і LX. Базова версія (Base) включає 6 подушок безпеки (в Україні в усіх комплектаціях тільки водійська подушка безпеки), триточкові ремені, підсилювач керма і регулювання висоти рульової колонки, два механічні регулювання водійського крісла і підігрів заднього скла. У комплектації LX:  кондиціонер, аудіосистема з CD-чейнджером і чотирма динаміками, спинка заднього  сидіння, що складається в співвідношенні 60/40 , повнорозмірна «запаска» або "докатка". 
Є ще так званий Power Package, який доступний тільки для комплектації LX. У нього входять електропривод стекол і дзеркал, доступ в салон без ключа, обігрів дзеркал, два високочастотних динаміка в передніх дверях, додаткове підсвічування в салоні і кишеня для сонцезахисних окулярів. Для любителів спортивного іміджу пропонується спортпакет (в Україні не було), що включає більше дорогу обробку салону, 15-дюймові легкосплавні диски з гумою розмірністю 195/55 R15, дискові гальма всіх коліс, «противотуманки», задній спойлер, металізовану емаль кузова, алюмінієві накладки на педалі, шкіряну обробку керма і важеля КПП. 
Два бензинові двигуни, призначені для нового Kia Rio, додали в об'ємі по 100 см3, ставши відповідно 1,4 - і 1,6-літровими. Двигуни оснащені системою зміни фаз газорозподілу CVVT.  
Силові агрегати поєднується або з п'ятиступінчастою ручною КПП, або з чотириступінчастим автоматом, який ставлять на замовлення. 
Крім розмірів і потужності, у новому Rio ретельно попрацювали над безпекою. Вже у стандартній комплектації у машини шість подушок безпеки: дві передніх, дві бічних і дві повнорозмірних «фіранки». Передні подушки адаптивні - ступінь їх наповнюваності газом залежить від положення сидіння, швидкості зіткнення і сигналу від датчика пристебнутого ременя безпеки. У комплект базових засобів пасивної безпеки входять преднатяжители і обмежувачі зусилля передніх ременів безпеки, 3-точковий ремінь для третього заднього пасажира і два кріплення для дитячих сидінь. А ось ABS, задні дискові механізми і гідропідсилювач керма ставлять тільки за додаткову плату.
У 2010 році модель модернізували, змінивши передню і задню оптику, бампери та решітку радіатора.

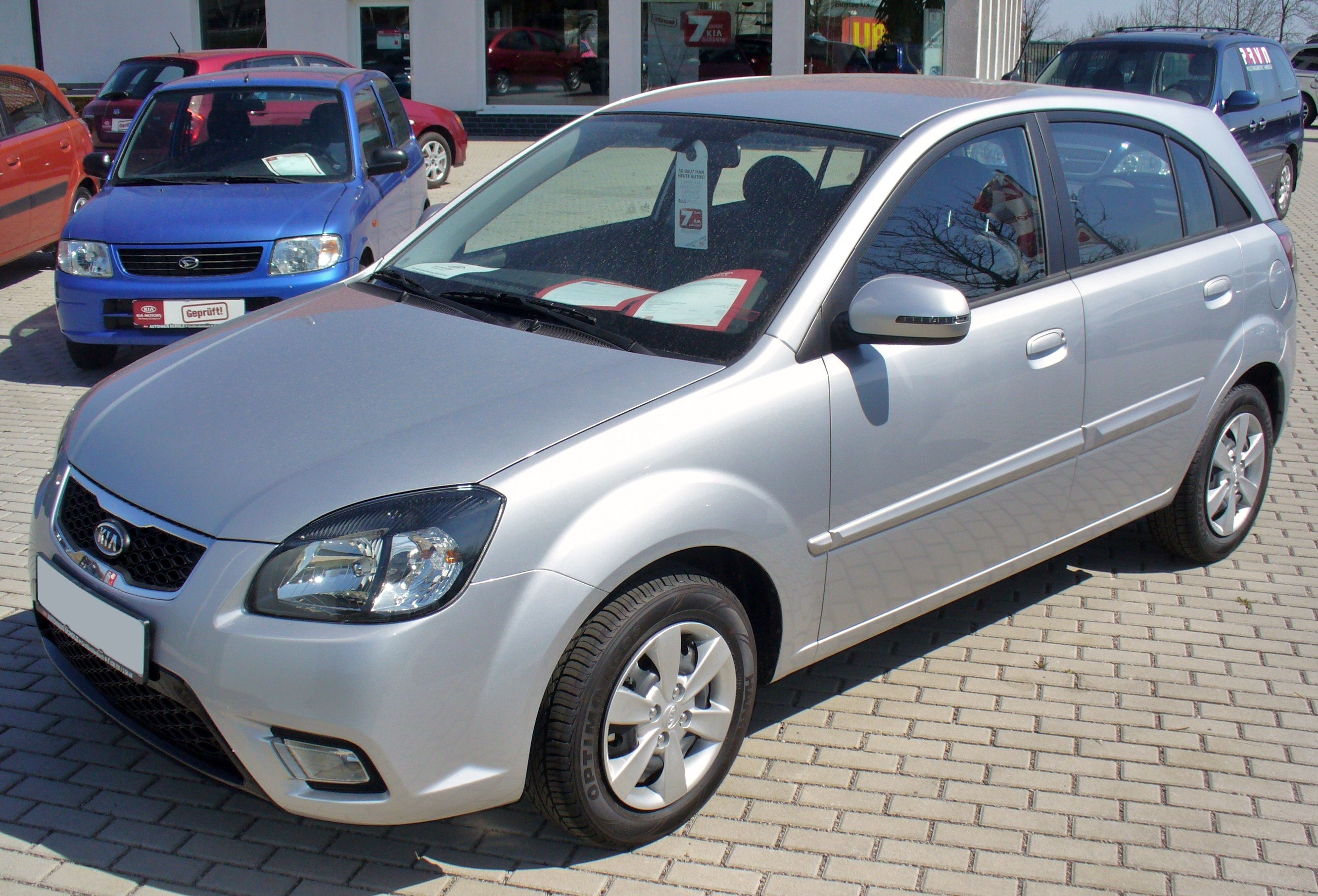
Kia Rio хетчбек (з 2010)
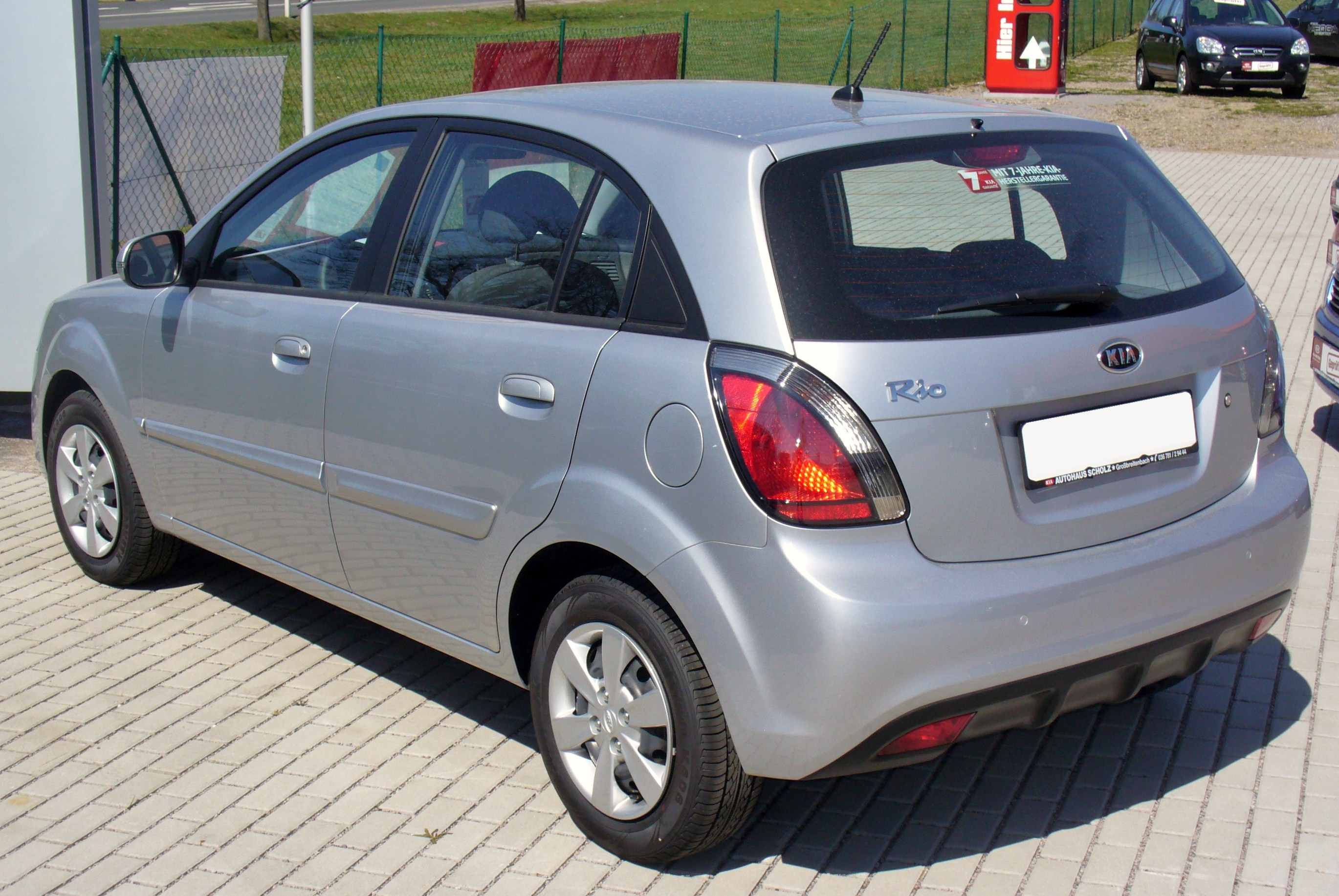
Kia Rio хетчбек (з 2010)
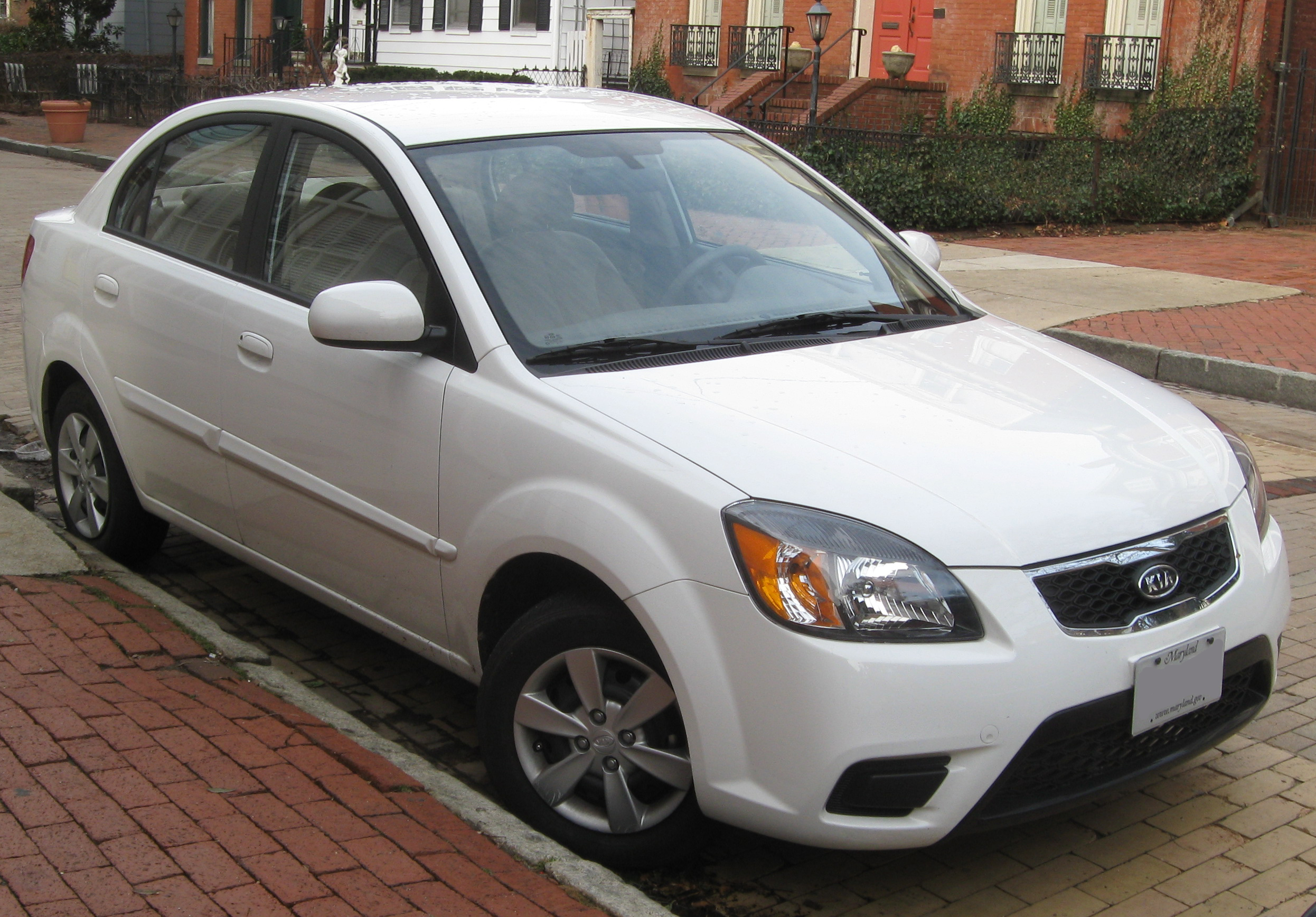
Kia Rio седан (з 2010)

### Двигуни
| Модель    | Циліндри / Клапани | Об'єм     | Потужність                       | Крутний момент             | Розгін 0-100 км/год    | Роки випуску |
| Бензинові | Бензинові          | Бензинові | Бензинові                        | Бензинові                  | Бензинові              | Бензинові    |
| --------- | ------------------ | --------- | -------------------------------- | -------------------------- | ---------------------- | ------------ |
| 1.4       | Р4/16              | 1399 см³  | 75 к.с. (55 кВт) при 5500 об/хв  | 125 Нм при 4700 об/хв      | 12,3 с                 | 2009–2011    |
| 1.4       | Р4/16              | 1399 см³  | 97 к.с. (71 кВт) при 6000 об/хв  | 125 Нм при 4700 об/хв      | 12,3 с                 | 2005–2011    |
| 1.6 CVVT  | Р4/16              | 1599 см³  | 112 к.с. (82 кВт) при 6000 об/хв | 146 Нм при 4500 об/хв      | 10,2 с 12,0 с (з АКПП) | 2005–2011    |
| Дизельні  |                    |           |                                  |                            |                        |              |
| 1.5 CRDi  | Р4/16              | 1493 см³  | 79 к.с. (58 кВт) при 4000 об/хв  | 170 Нм при 1900-2500 об/хв | 11,5 с                 | 2009–2011    |
| 1.5 CRDi  | Р4/16              | 1493 см³  | 110 к.с. (81 кВт) при 4000 об/хв | 235 Нм при 1900-2750 об/хв | 11,5 с                 | 2005–2011    |

### Безпека
За результатами краш-тесту проведого в 2005 році за методикою Euro NCAP Kia Rio отримав чотири зірки за безпеку, що є дуже непоганим результатом. При цьому за захист пасажирів він отримав 29 балів, за захист дітей 34 балів, а за захист пішоходів 13 балів.
| Euro NCAP | Рейтинг   |
| --------- | --------- |
| Пасажири: | 4/5 зірок |
| Діти:     | 3/5 зірок |
| Пішоходи: | 2/4 зірки |

## Третє покоління (2011-2017)

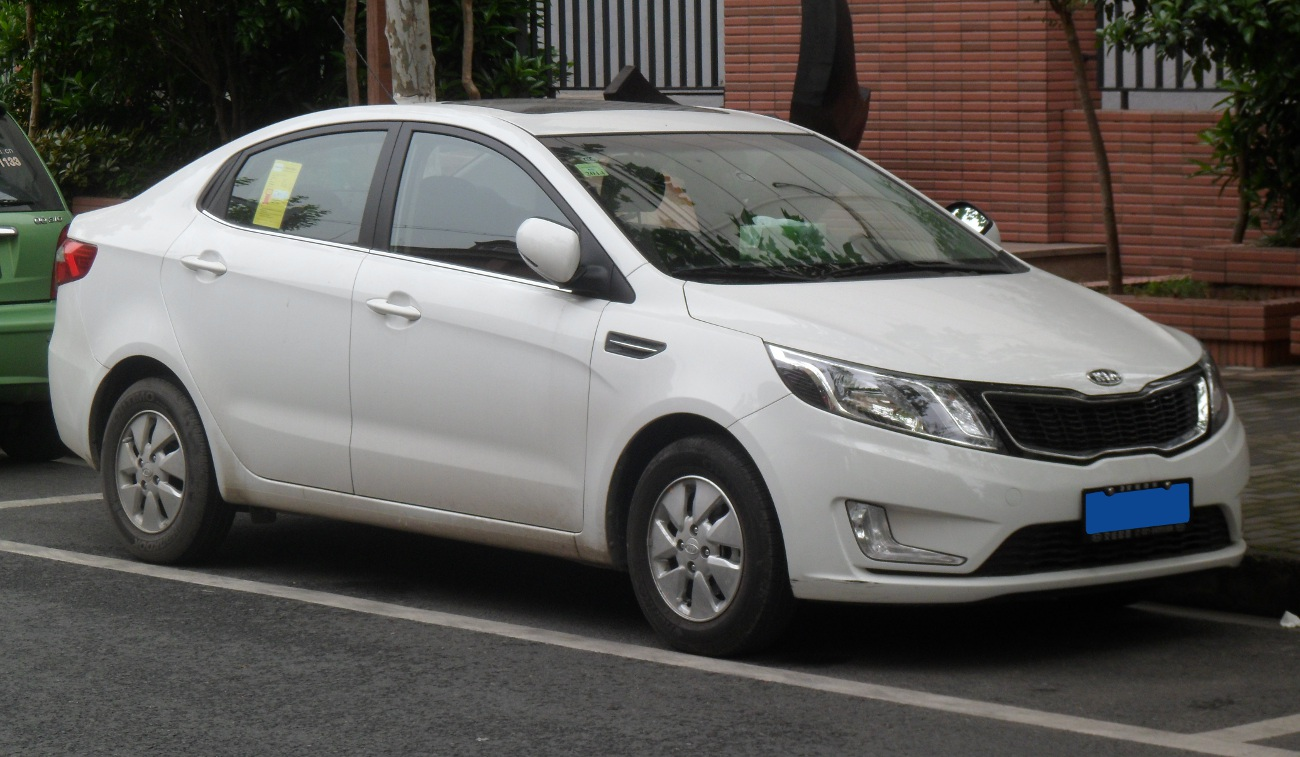
Kia K2 седан (аналог Kia Rio для українського і російського ринку)

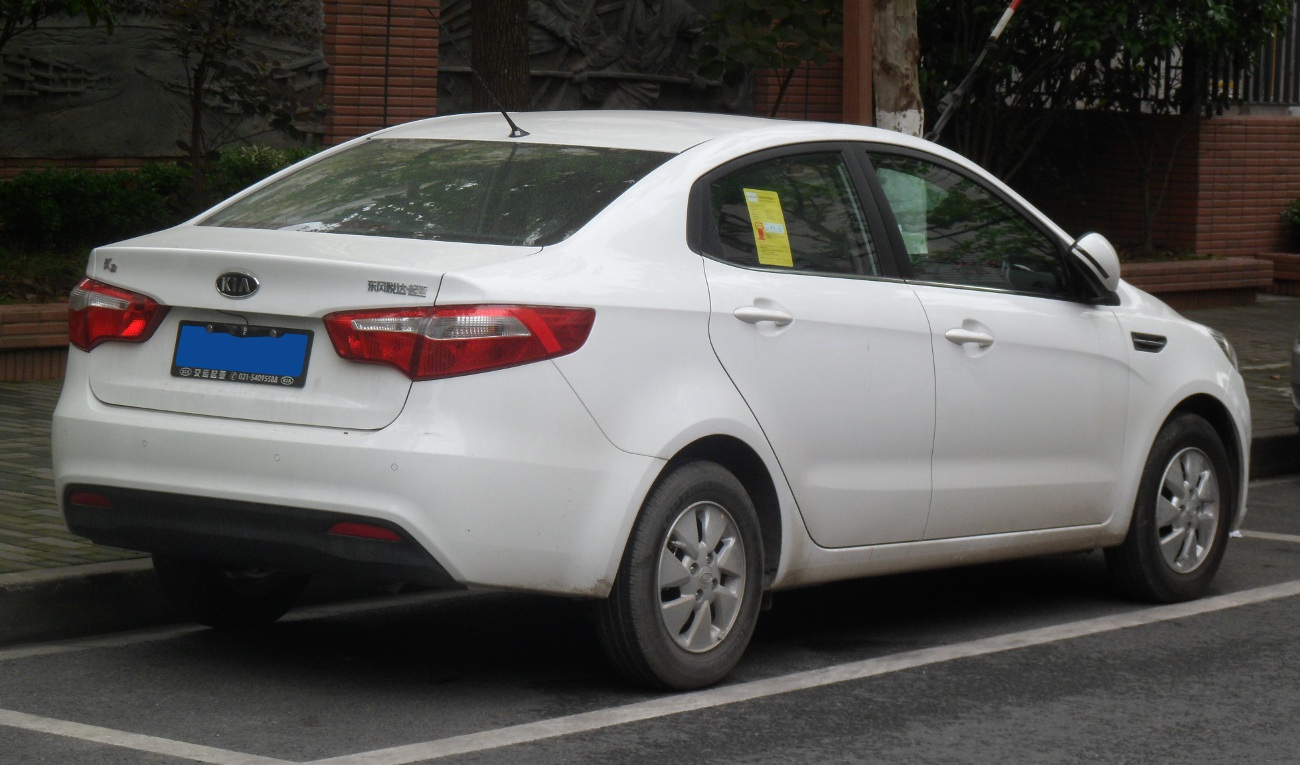
Kia K2 седан

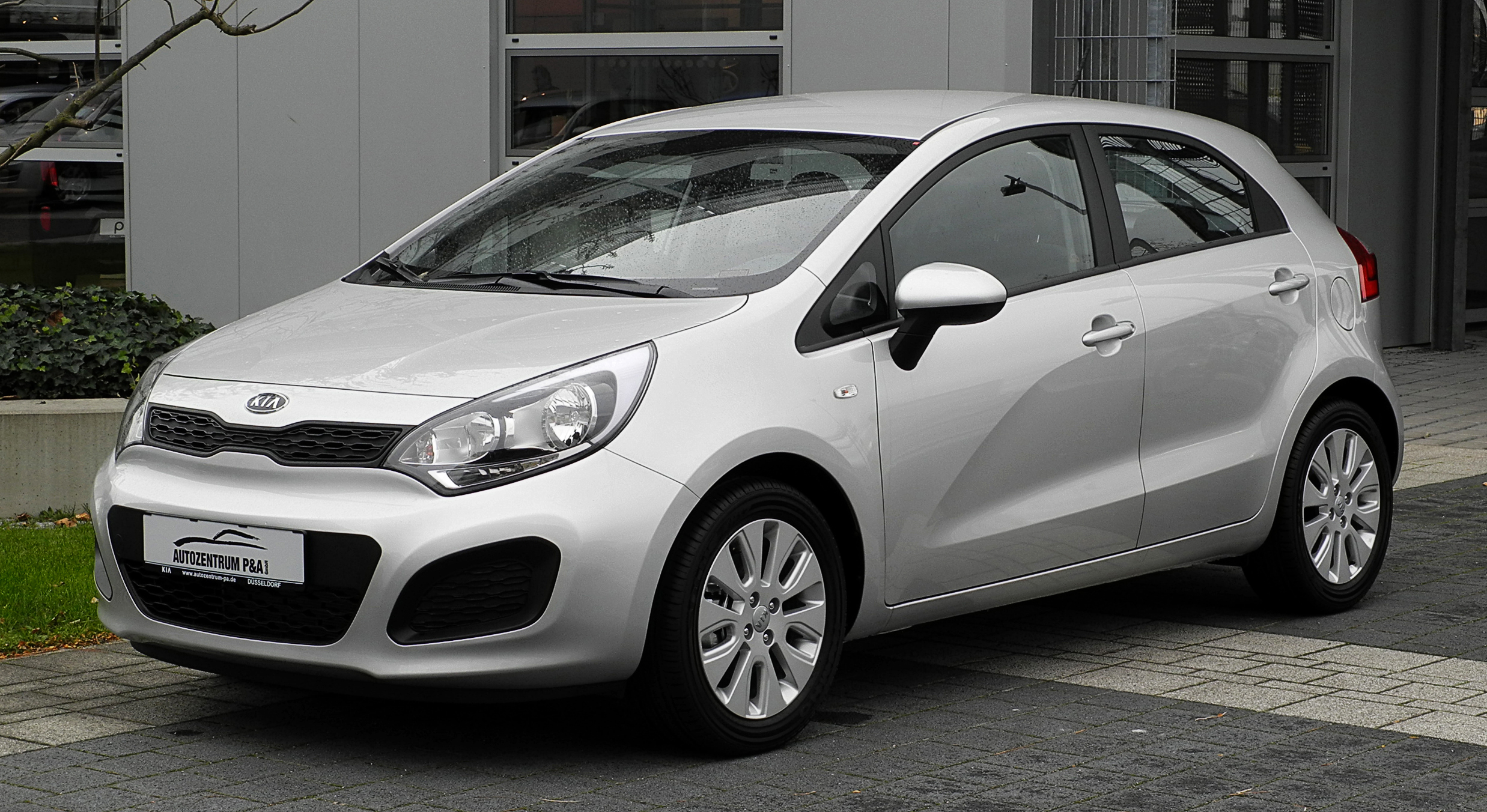
Kia Rio 3 5дв. (глобальна модель)

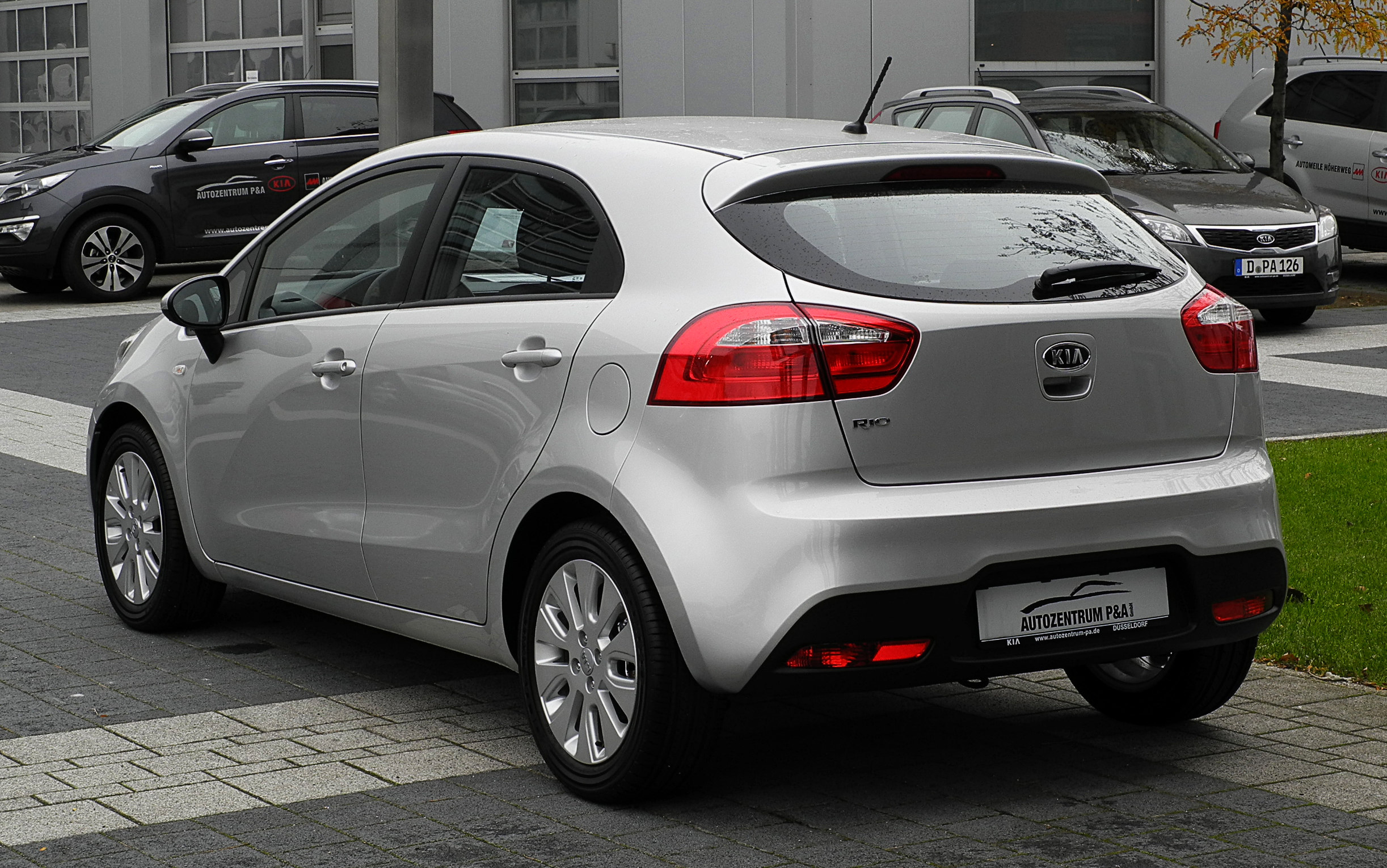
Kia Rio 3 5дв. (глобальна модель)

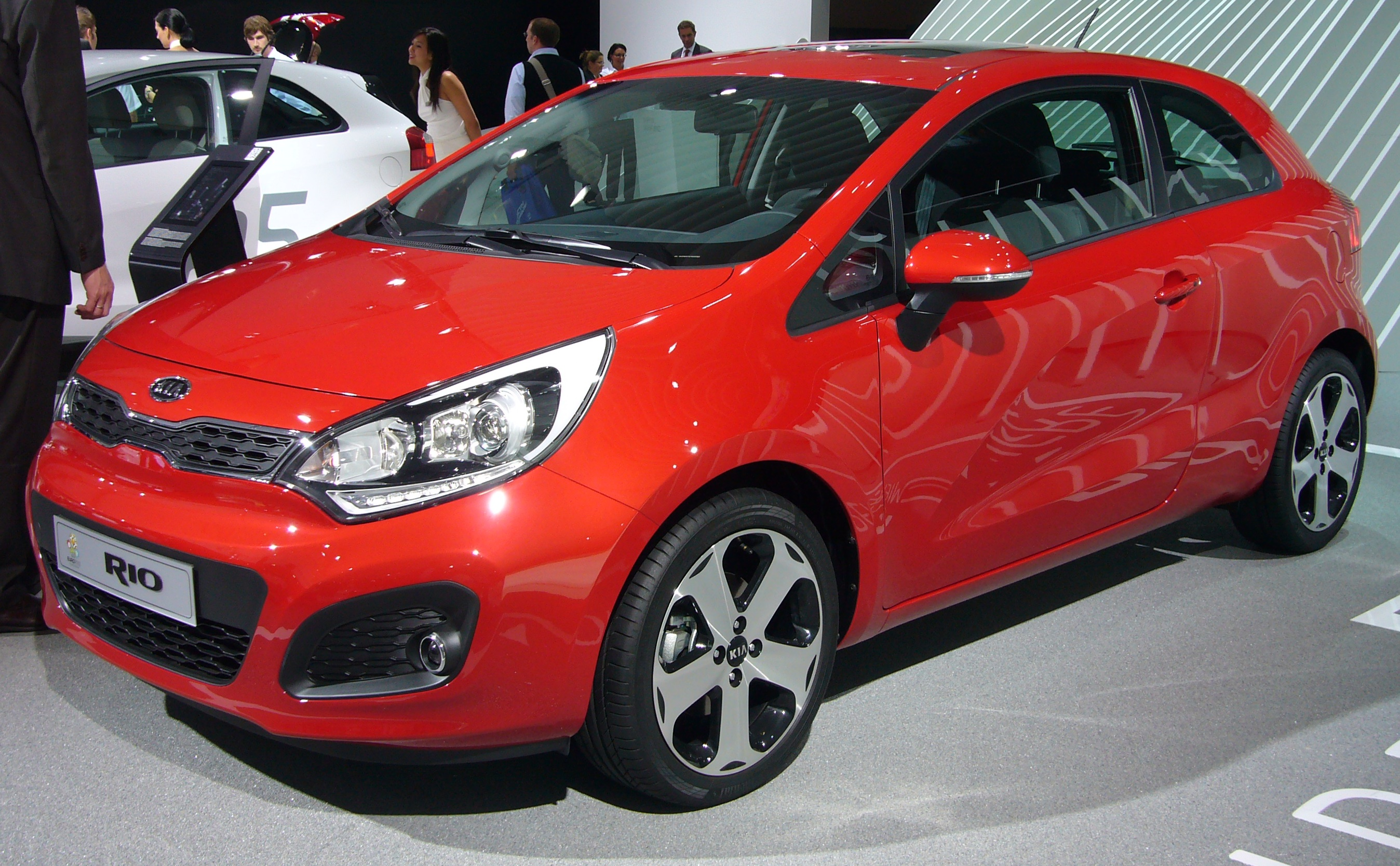
Kia Rio 3 3дв. (глобальна модель)

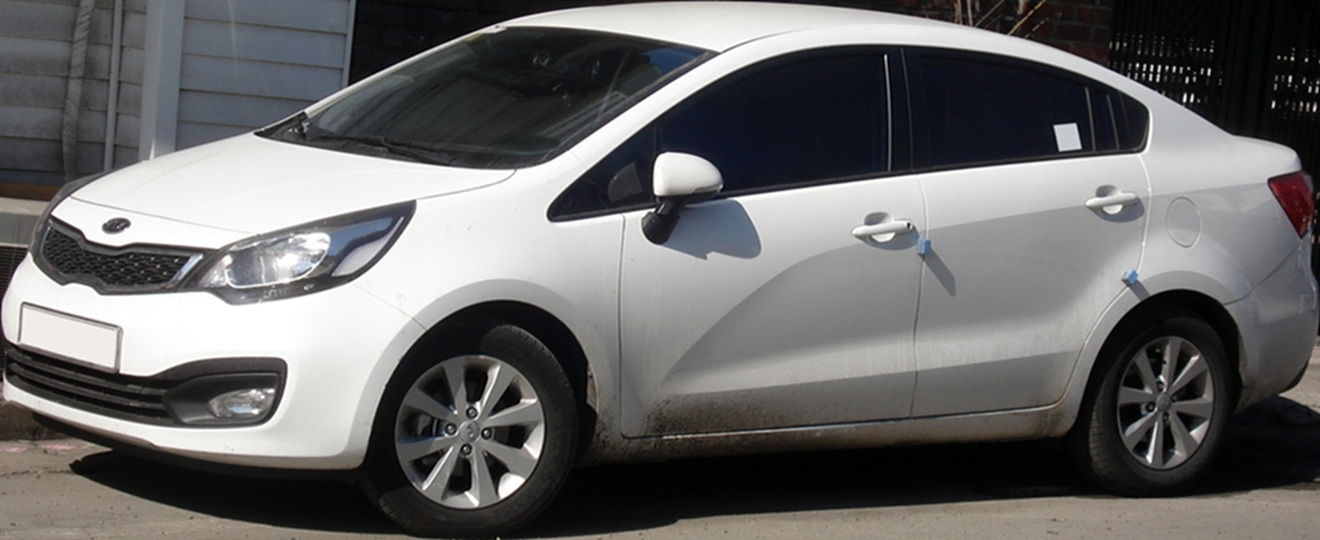
Kia Rio 3 седан (глобальна модель)

У січні 2011 року були офіційно опубліковані ескізи третього покоління Kia Rio, що базується на платформі Hyundai i20 та Hyundai Accent. 11 лютого 2011 року були опубліковані вже і перші офіційні зображення, а сама офіційна презентація третього покоління Kia Rio в кузові хетчбек відбулася 1 березня 2011 року - в день відкриття Женевського автосалону. У квітні 2011 року на автосалоні в Нью-Йорку була представлена євро-американська версія Kia Rio в кузові седан, а на автосалоні в Шанхаї - його аналог для китайського ринку Kia K2. У травні 2011 року було анонсовано, що для України та Росії створюється спеціальна нова модель Kia Rio, виробництво якого почалося 15 серпня 2011 року на заводі Hyundai в Санкт-Петербурзі, а сама модель була презентована 17 серпня 2011 року. За основу нового Kia Rio для України та Росії була взята версія для китайського ринку - Kia K2 - і адаптована для наших умов.
Щодо витрати палива, то версія хетчбек демонструє 8.11 л/100км, проте дані показники не надто хороші для авто такого класу. Седан версія демонструє 7.84 л/100км.  До переваг  автомобіля можна віднести хороше оздоблення, тиху трансмісію, прості засоби управління і чимало обладнання. Серед змін на 2016 рік можна відмітити: оновлення зовнішнього та внутрішнього дизайну. Крім того, хетчбек більше не доступний з автоматичною коробкою передач.

## Четверте покоління (2017-2023)

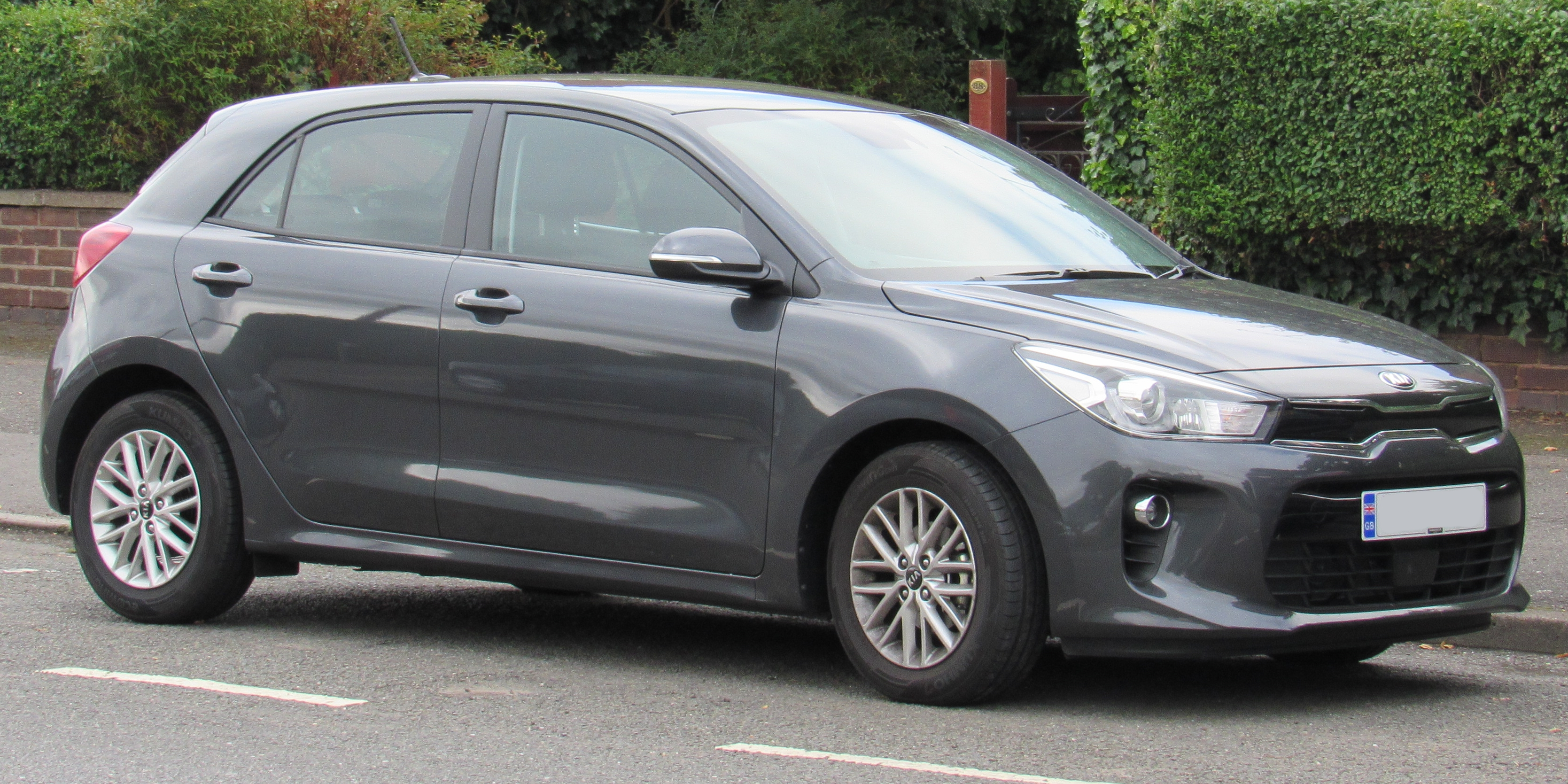
Kia Rio 4 (для європейського ринку)

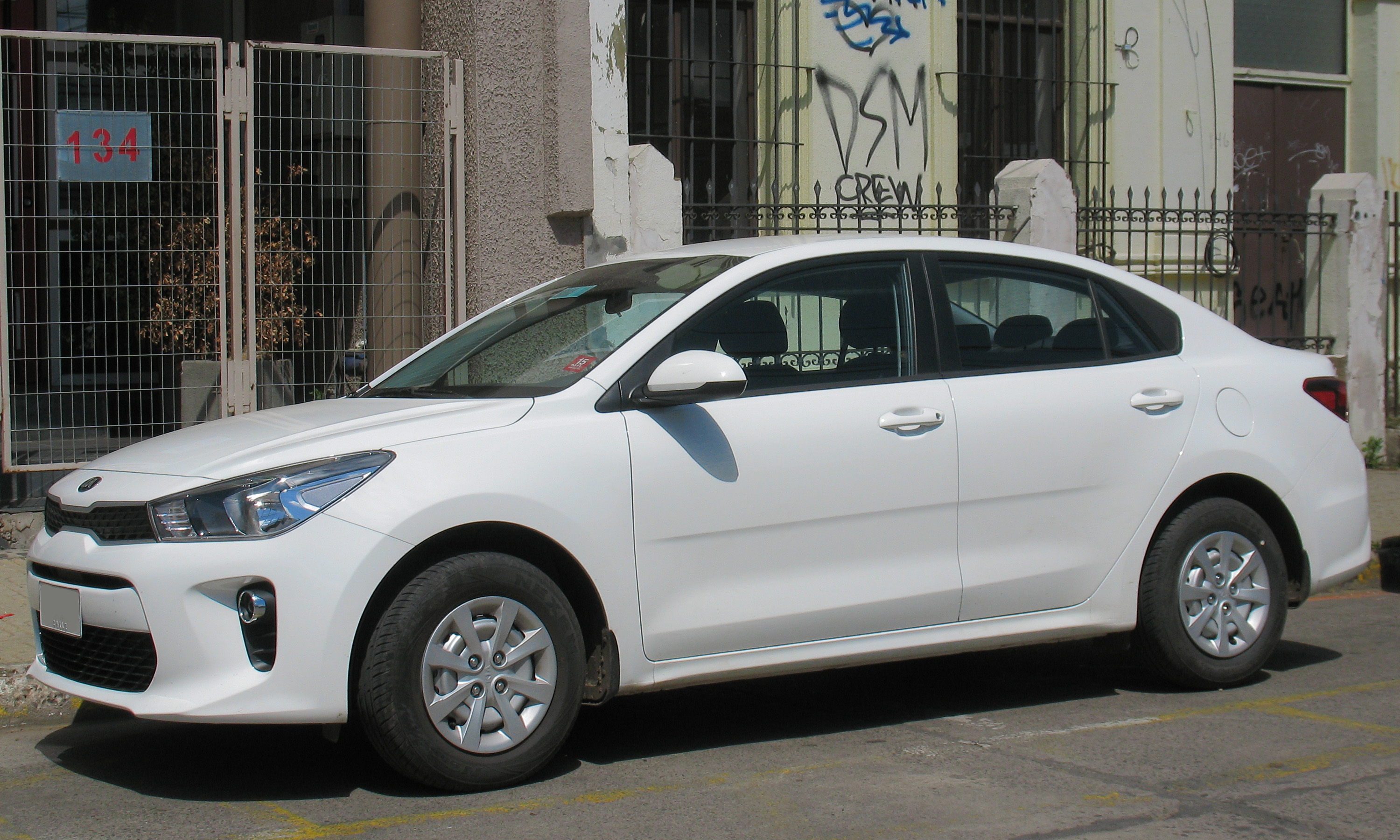
Kia Rio 4 седан (для європейського ринку)

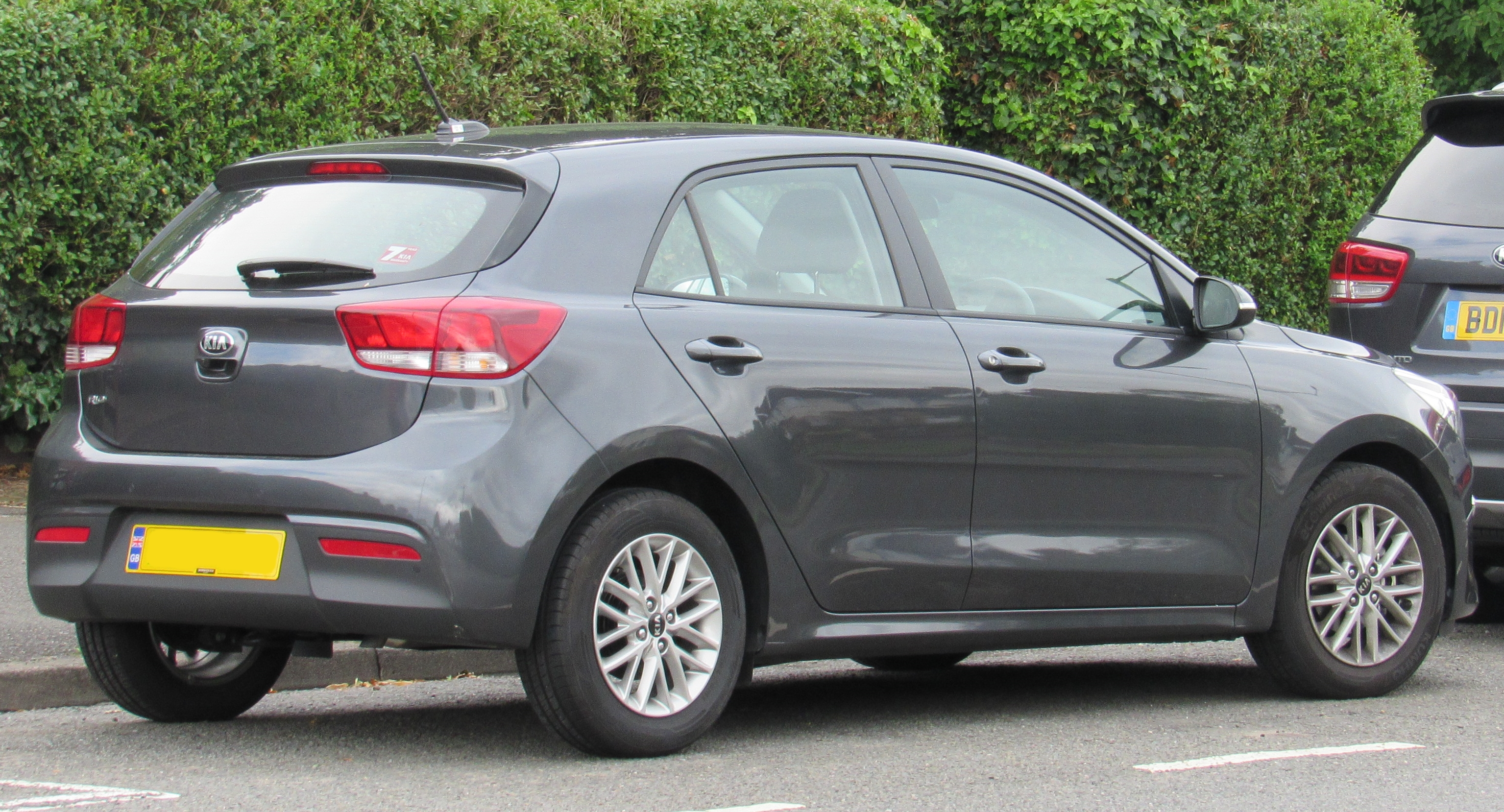
Kia Rio 4 (для європейського ринку)

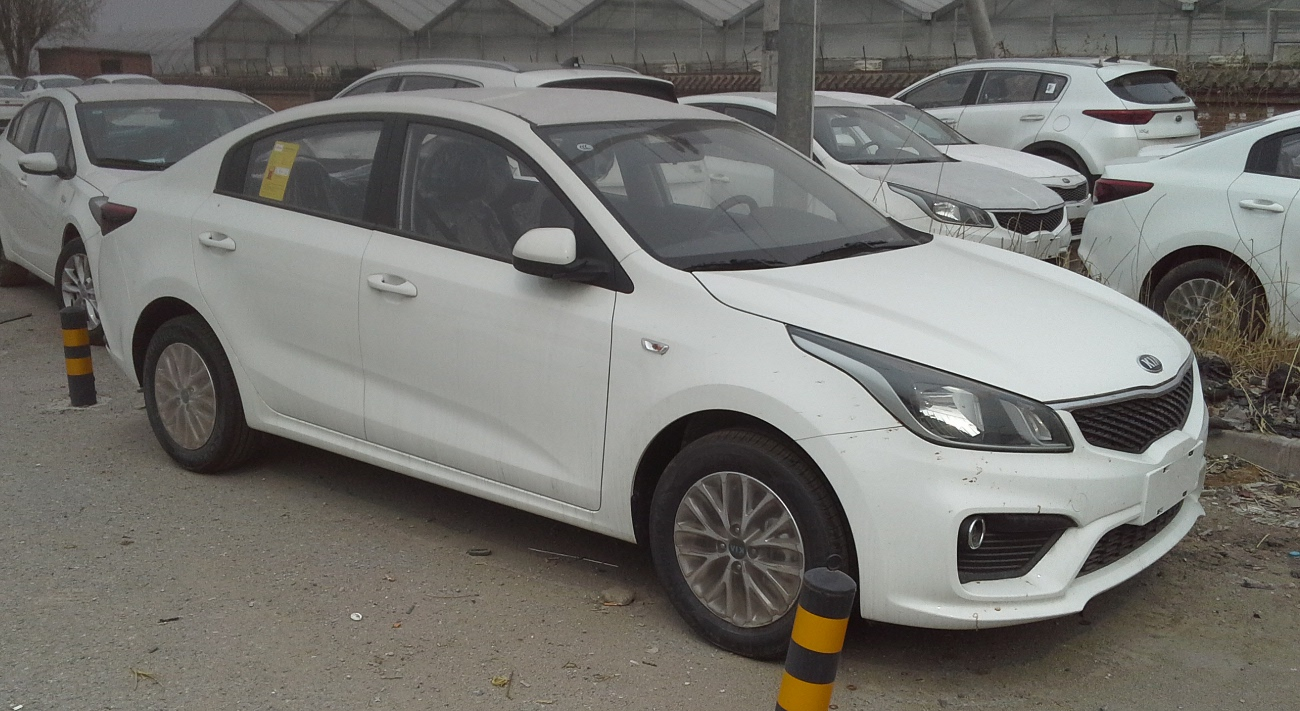
Kia Rio 4 седан (для азійського ринку)

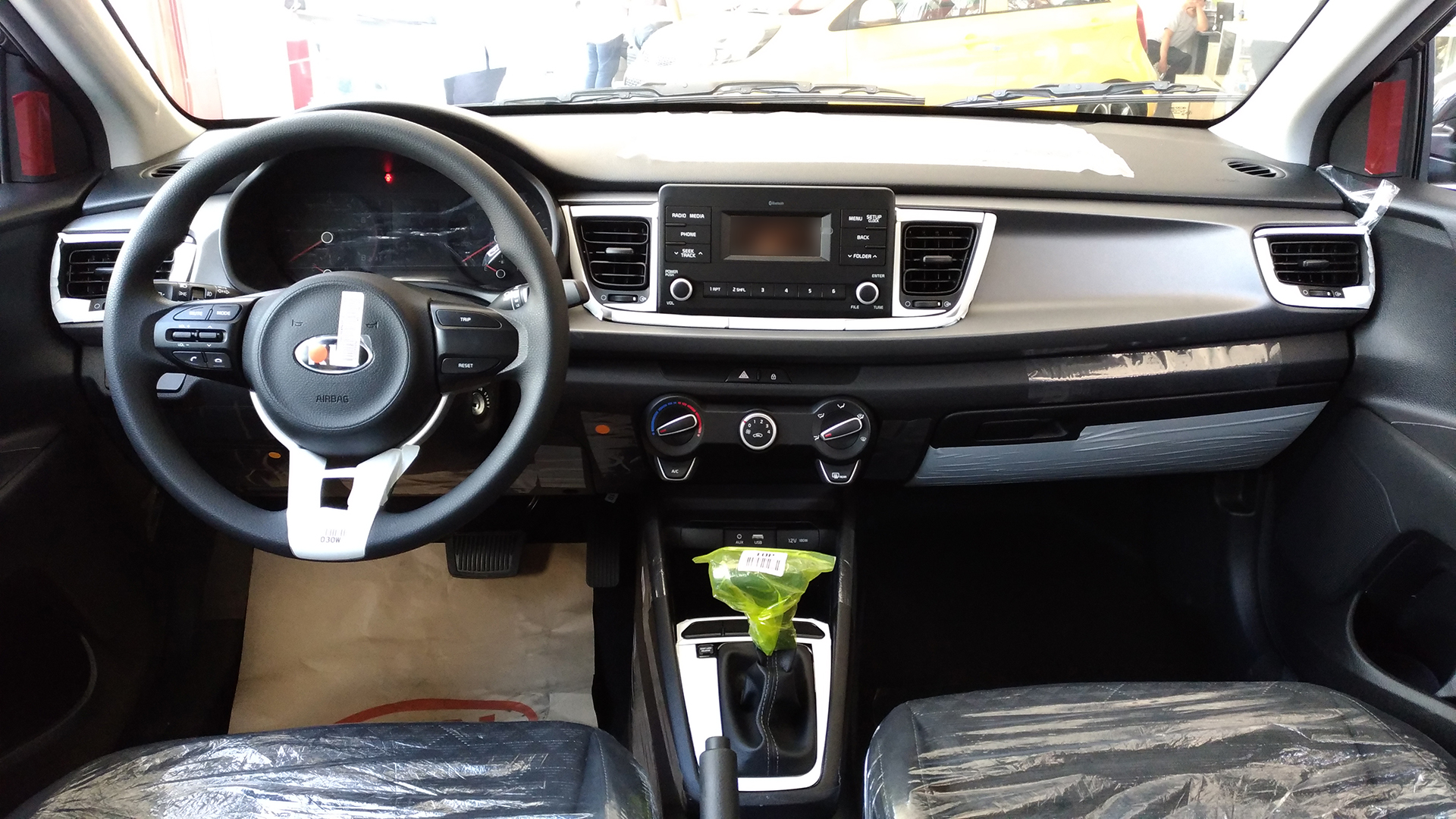

На автосалоні в Парижі 2016 року представлено Kia Rio четвертого покоління для європейського ринку в кузові 5-дверний хетчбек та седан. Модель збудована на платформі Hyundai-Kia GB. 
Об'єм багажника хетчбека Kia Rio 370 л, седана - 480 л. Інтер'єр моделей четвертого покоління виконано з пластика.
Kia Rio у всіх комплектаціях оснащена чотирициліндровим двигуном потужністю 120 кінських сил, безступінчатою автоматичною коробкою передач і переднім приводом. Система повного приводу для цього авто недоступна. Автомобіль витрачає 7.1 л на 100 км в місті і 5.7 л на 100 км на шосе. 
У топової комплектації Prestige за мультимедіа відповідає 5,0-дюймовий сенсорний дисплей. На нього ж виводиться досить чітка картинка з камери заднього виду. У порівнянні з попередником, екран по центральній консолі піднявся вгору, що поліпшило кут огляду з водійського місця. У більш скромних версіях - магнітола з чорно-білим екранчіком і без підтримки Bluetooth. Аудіосистема в складі шести динаміків пропонується вже в «базі». Також відмінності флагманської модифікації від скромніших - в клімат-контролі, безключовому доступі і запуску двигуна з кнопки.
Модель для азійського ринку представлена в 2017 року в кузові седан і при-піднятий хетчбек під назвою Kia Rio X-Line, які на китайському ринку називаються Kia K2. Вказані моделі зовні повністю відрізняються від європейських аналогів.
У 2021 році Kia оновила Rio. Модель отримала зміни в екстер'єрі, а також стандартні Apple CarPlay та Android Auto.

### Двигуни
Бензинові
- 1.0 л Kappa turbo GDI Р3
- 1.2 л Kappa MPI Р4
- 1.4 л Gamma MPI Р4
- 1.6 л Gamma MPI Р4

Дизельний
- 1.4 л U-Line TCi (WGT) Р4